# Assumptes bruts
Assumptes bruts (títol original: Internal Affairs) és una pel·lícula estatunidenca de Mike Figgis, estrenada el 1990 i doblada al català.

## Argument
Raymond Avilla acaba de ser promocionat a la "Divisió d'Assumptes Interns", la policia de les policies, de Los Angeles. Buròcrata modèlic, Avilla no viu més que per al seu treball, cosa que l'ha allunyat insensiblement de la seva encisadora esposa, Kathleen. La seva primera investigació el porta a un antic camarada, Van Strech, acusat de brutalitat en l'exercici de les seves funcions.
Amb la seva nova companya d'equip, Amy Wallace, Avilla s'esforça en va de guanyar la confiança de Van Strech, després la de la seva esposa. Perseguint les seves investigacions, descobreix que el policia ha caigut sota la influència del sergent Dennis Peck, un brillant veterà, la influència del qual al si de policia, i fins i tot de la púrria, sembla molt gran.
Tanmateix Peck, que es beneficia del suport de nombrosos amics i d'una reputació exemplar, sembla inatacable...

## Repartiment
- Richard Gere: Dennis Peck
- Andy Garcia: Raymond Avilla
- Laurie Metcalf: Amy Wallace
- Nancy Travis: Kathleen Avilla
- Richard Bradford: Grieb
- William Baldwin: Van Stretch
- Michael Beach: Dorian Fletcher
- Katherine Borowitz: Tova Arrocas
- Faye Grant: Penny Stretch
- John Kapelos: Steven Arrocas
- Xander Berkeley: Rudy Mohr
- John Capodice: Cap Healy
- Victoria Dillard: Kee
- Pamella D'Pella: Cheryl
- Elijah Wood: Sean Stretch

## Al voltant de la pel·lícula
- El director Mike Figgis interpreta a Nicholas Hollander en aquesta pel·lícula.
- La pel·lícula va ser rodada en el Hollywood Roosevelt Hotel a Hollywood, Los Angeles a Califòrnia.

## Crítica
- A anys-llum de " Touch of Evil ", estem davant d'una cinta d'interioritats policials, on s'aplica el concepte de brillantor narrativa, amb efectes, de “soroll” ben orquestrat que serveix per amagar la manca d'idees i un despersonalitzat estil.[2]